# Circulación enterohepática

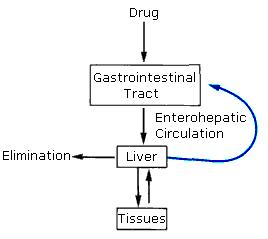
Dibujo del diagrama de la circulación enterohepática.

La circulación enterohepática de ácidos biliares consiste en un proceso de secreción y recaptación. Comienza con la secreción de ácidos biliares por el hígado para pasar al intestino donde son absorbidos y luego continúan su camino hacia la circulación portal, de donde son extraídos por el hígado para ser secretados nuevamente en la bilis.

Los ácidos biliares están restringidos a la circulación enterohepática y son secretados en la bilis como conjugados de glicina y taurina. El reservorio de ácidos biliares es fundamental para la absorción normal de grasas y la adecuada secreción de bilis. Con la circulación enterohepática de los ácidos biliares se busca conservarlos gracias a una rigurosa regulación.
Alguna alteración que suceda en la circulación enterohepática puede conllevar a una pérdida de ácidos biliares o a un desplazamiento de ellos del tracto gastrointestinal.

A ser almacenados en la vesícula biliar en forma de micelas las cuales se acompañan de fosfolípidos y colesterol.
Al momento de consumir algún alimento la vesícula biliar se contrae y con ello libera las micelas hacia el intestino delgado. Donde luego estos ácidos biliares deben ser reabsorbidos ya sea por difusión pasiva no iónica a lo largo del tracto gastrointestinal o por el mecanismo dependiente de sodio en el íleon. La combinación de estos dos tipos de reabsorciones proporciona un método eficiente para el reciclaje de ácidos biliares, ya que a diario se estima tan solo una pérdida inferior al 5% de su cantidad total.
La reabsorción en la parte alta del intestino es muy limitada a causa de que allí el pKa de los ácidos biliares es muy bajo y por ello tienen una carga neta negativa, no es posible realizar reabsorción por medio de difusión pasiva no iónica, aunque hay una fracción de reabsorción de conjugado de glicina y de ácidos biliares no conjugados. A medida que los ácidos biliares atraviesan el intestino delgado van adquiriendo una carga neutra, lo cual facilita su rápida absorción por las células endoteliales a través de difusión pasiva. Una pequeña fracción del reservorio de ácidos biliares no se reabsorbe en el intestino delgado y de esta manera va al intestino grueso donde sufre una transformación bacterial. Los ácidos biliares que se pierden en la materia fecal se remplazan por unos nuevos que sintetiza el hígado.
Los ácidos biliares ingresan al sistema portal venoso gracias a la absorción de las células endoteliales intestinales, es aquí donde ciertas proteínas transportadoras se unen a los ácidos biliares como es el caso de la albúmina. En general la reabsorción es una labor llevada a cabo por los hepatocitos periportales para secretarlos hacia el interior del espacio canalicular. Una pequeña parte de los ácidos biliares no son eliminados por los hepatocitos sino que son introducidos en la circulación sistémica. Con cada ciclo surge una cantidad de ácidos biliares en forma de suero, la cual va a los riñones donde es filtrado y los ácidos biliares se reabsorben por el mecanismo dependiente de sodio en un alto porcentaje y al culminar este proceso regresan al hígado. Las proteínas unidas a los ácidos biliares producen una disminución en la filtración glomerular.

## Circulación Enterohepática en los Estados Metabólicos Nutricionales
Durante el ayuno más o menos la mitad del reservorio de los ácidos biliares es tomado y concentrado 10 veces más en la vesícula biliar, con lo que los niveles de ácidos biliares disminuyen en el intestino delgado, la vena portal, el suero y el hígado.
En el estado posprandial se libera la hormona colecistoquinina y con ello la vesícula biliar vacía su contenido y los ácidos biliares secretados pasan al duodeno. Durante el periodo interdigestivo el esfínter de oddi se contrae y la vesícula biliar se relaja, lo que ocasiona un mayor almacenamiento de ácidos biliares secretados en la vesícula biliar